# Fama (godin)

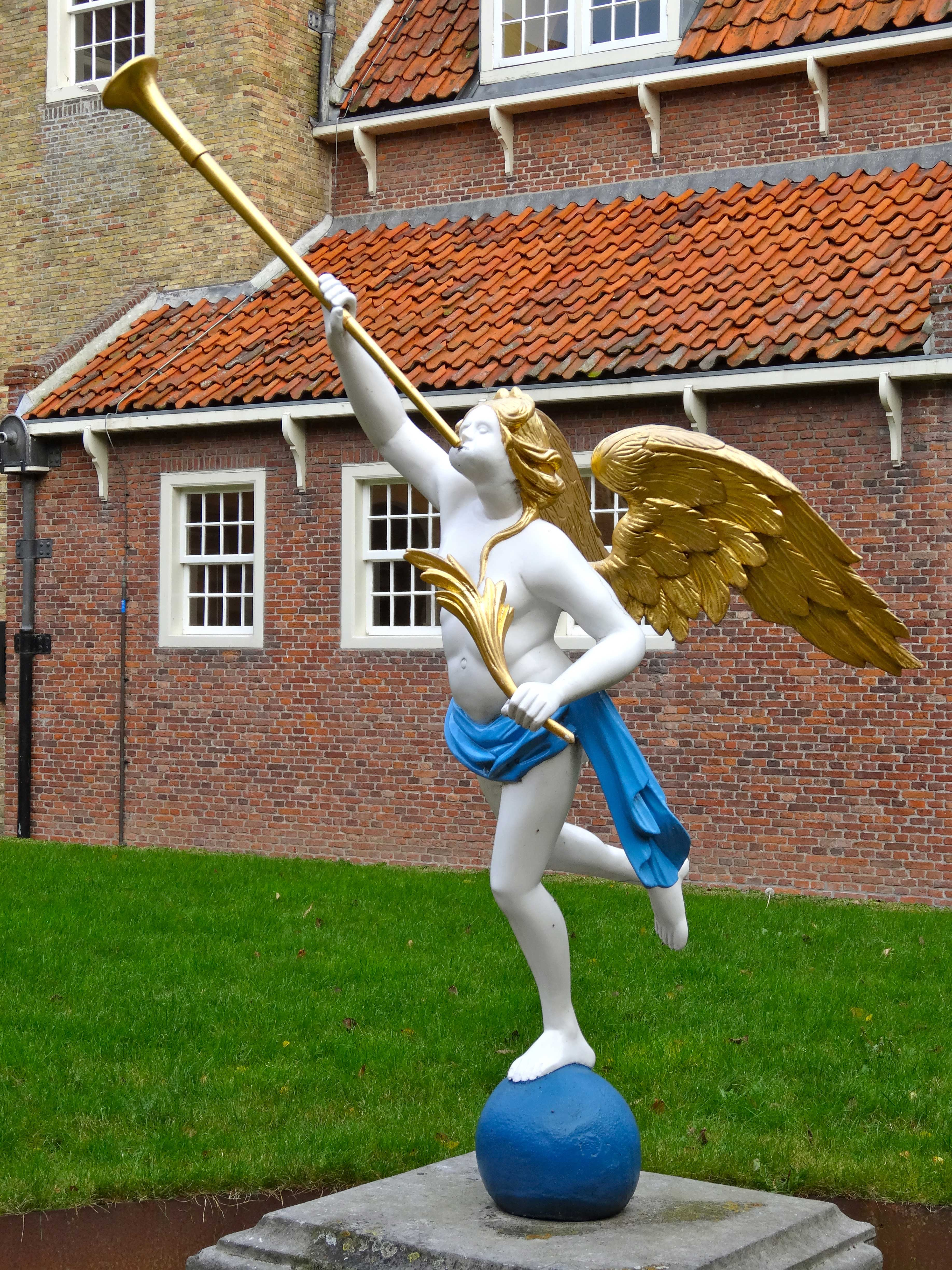
Faam op de binnenplaats van het binnenmuseum van het Zuiderzeemuseum in Enkhuizen, Gemaakt in 1900 door ene Hardonk naar een 18e-eeuws voorbeeld uit Koog aan de Zaan. Sinds 1993 een afgietsel in kunststof

Fama is de godin van de roem en het gerucht in de Romeinse mythologie.

## Geschiedenis
Fama wilde de dood van haar kinderen wreken en bezat twee bazuinen: een lange en een korte. De lange was gewijd aan het verspreiden van roem en de korte aan het verspreiden van valse geruchten. De godin wordt genoemd in klassieke dichtwerken als bode van Jupiter en in negatieve zin door Vergilius in verband gebracht met het drama van Aeneas die Dido moest verlaten. Ook Venus maakte gebruik van Fama door haar valse geruchten te laten verspreiden, waardoor de mannen en vrouwen van het eiland Limnos met elkaar slaags raakten. Dit als wraak omdat de bewoners van Limnos de Venuscultus hadden opgegeven nadat Venus haar man Vulcanus had bedrogen met Mars.
Met name de positieve kant van de godin, namelijk ervoor zorg te dragen dat helden in de herinnering voor eeuwig zouden voortleven, bleef in de latere literatuur en spraakgebruik bewaard, in de vorm van woorden als faam en fameus. Ook diverse merknamen, fabrieken en dergelijke hebben haar naam gedragen.

## Beelden
In Nederland zijn enkele faam-beelden terug te vinden in Noord-Holland vooral in de Zaanstreek. Een kopie van zo'n Zaanse Faam gemaakt door ene Hardonk van een 18e-eeuws beeldje uit Koog aan de Zaan staat in de tuin van het binnenmuseum van het Zuiderzeemuseum. Op de Speeltoren van Monnickendam staat een faam die tijdens het slaan van de uren geluid maakt. 
Verder is de Faam terug te vinden op heel veel Friese staartklokken op de hoeken van de kap. Daartussen staat dan Atlas die het hemelgewelf draagt. Ten onrechte noemt men deze faambeeldjes engelen. 
Ook het grafmonument voor Willem van Oranje (Hendrick de Keyzer) in de Nieuwe Kerk in Delft draagt een bronzen Faam.

## Bibliografie

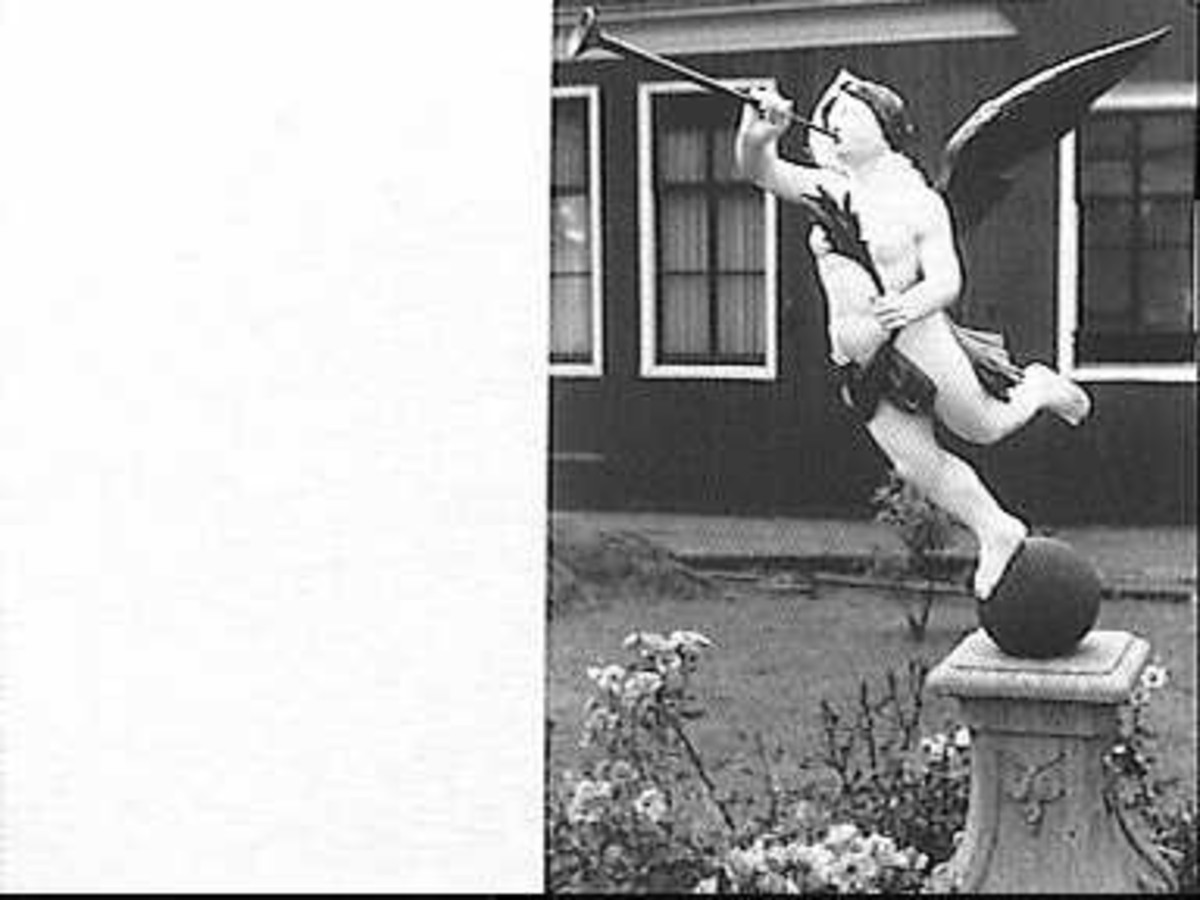
Tuinbeeld de Faam - Zaandijk
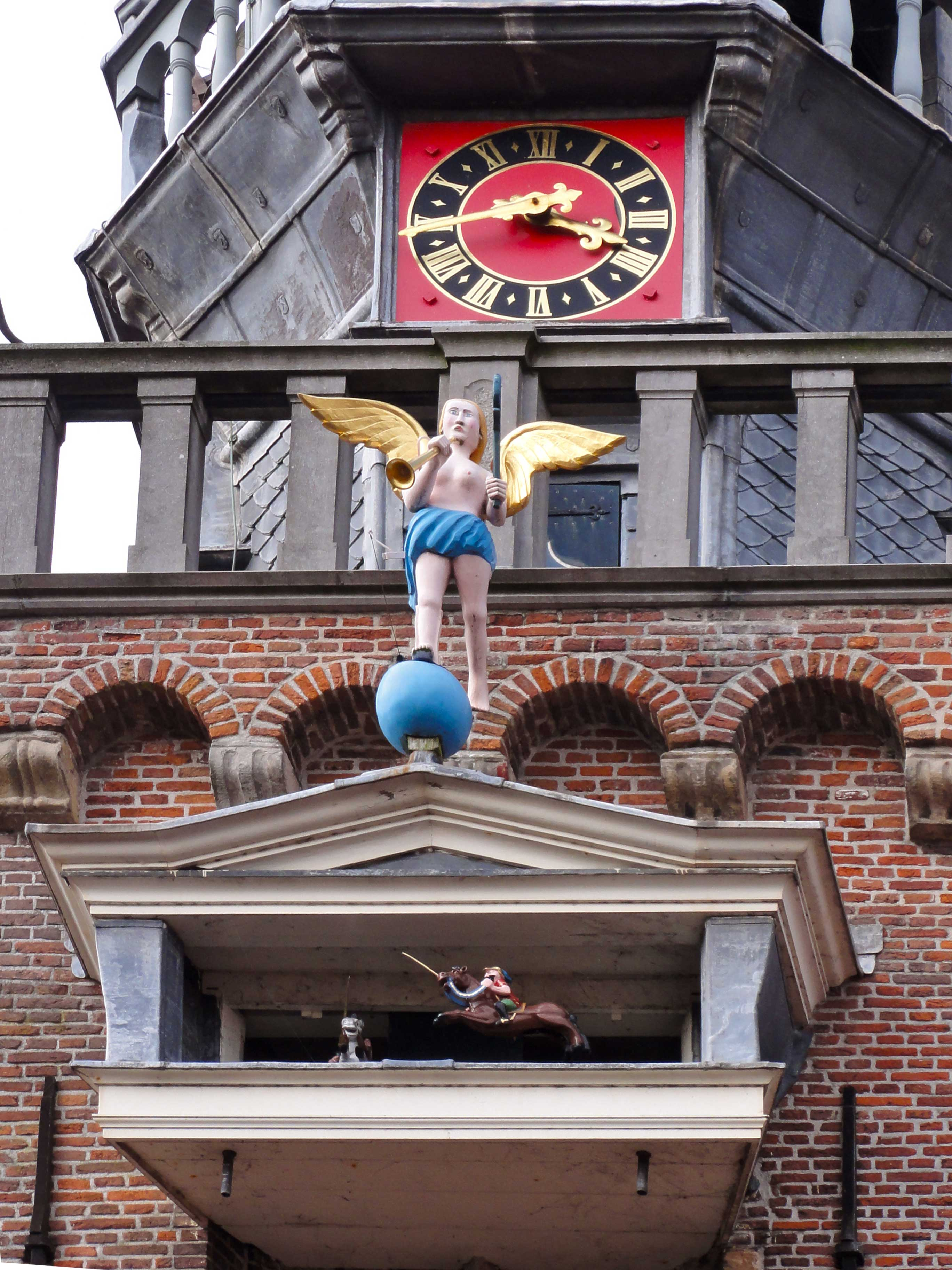
Speeltoren Monnickendam met de faam
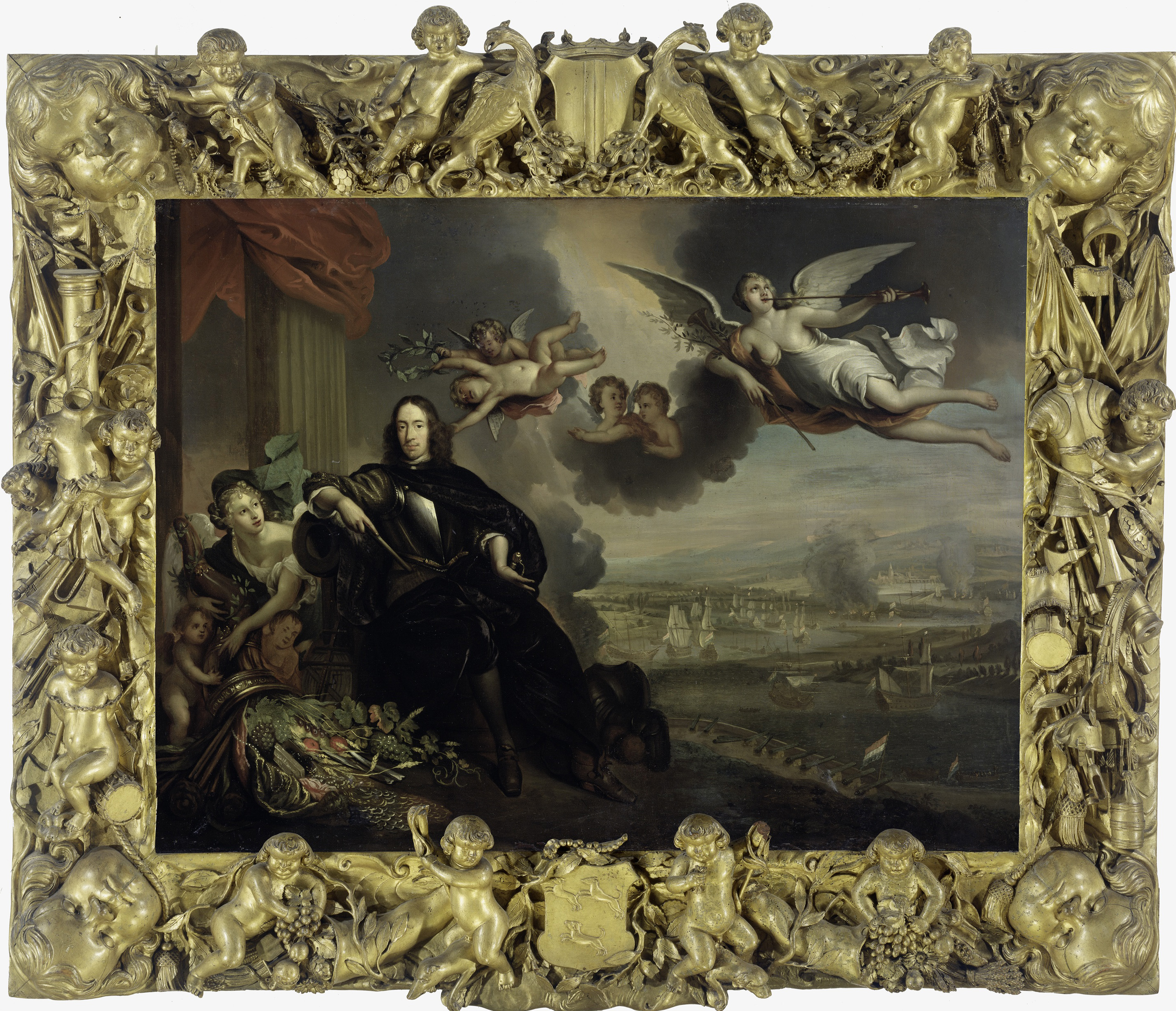
Verheerlijking van Cornelis de Witt, met de faam in de lucht.
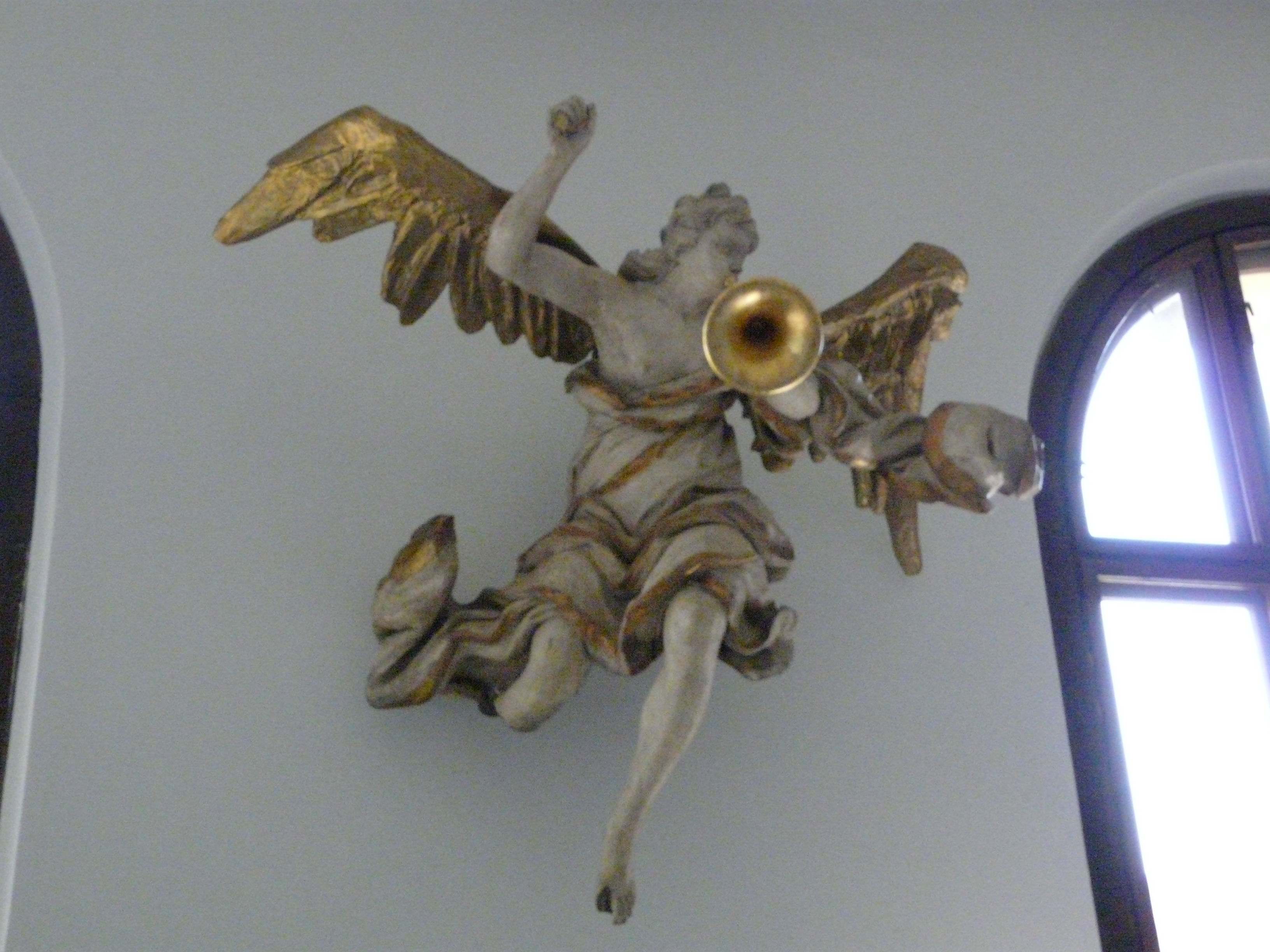
Museum in Poznan - Fama
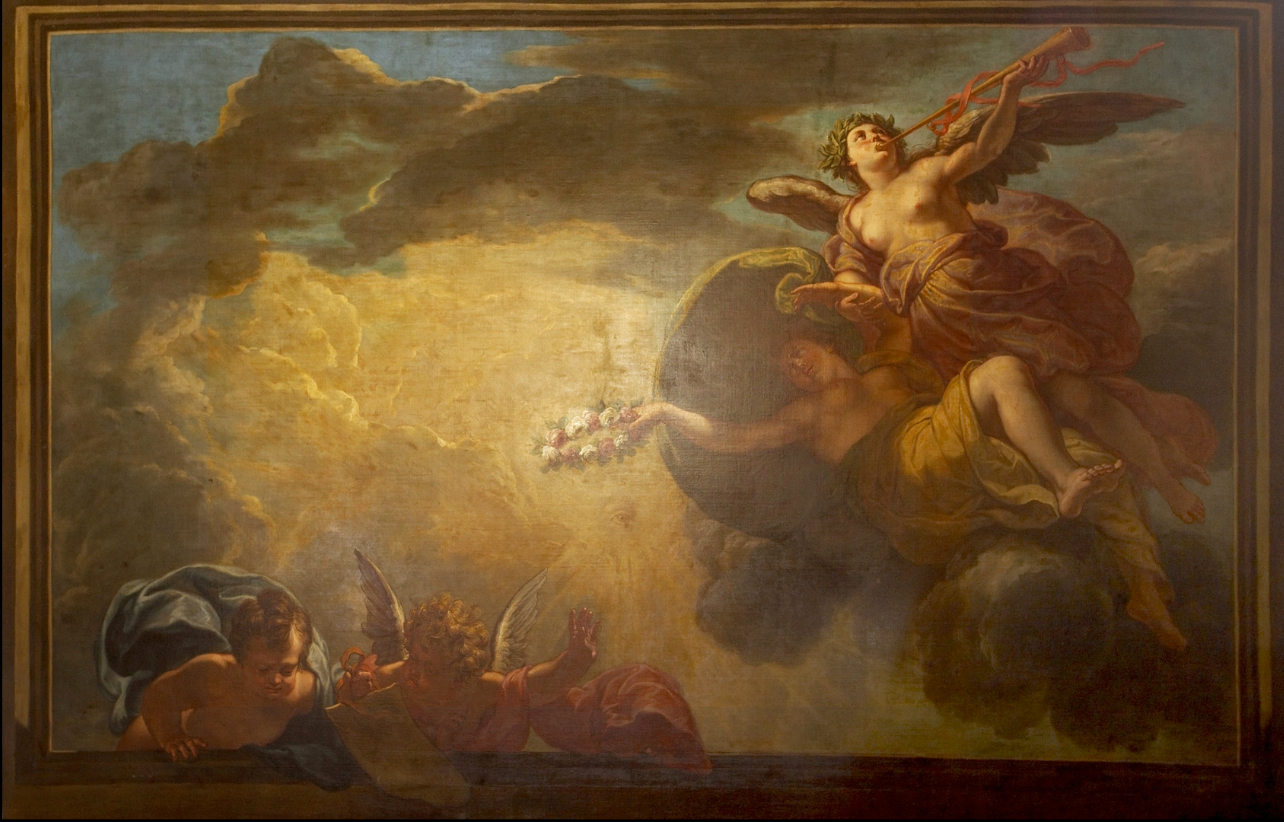
Jacques Ignatius de Roore - Fama begeleidt de stedenmaagd in de wolken.
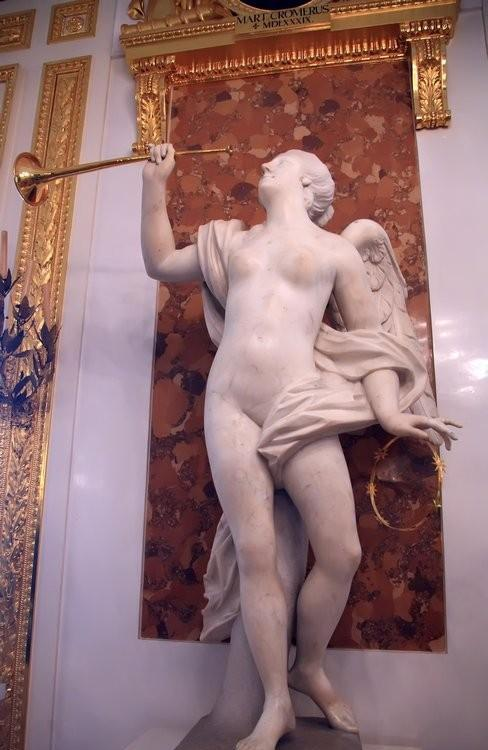
Warshau Zamek Krolewski faam
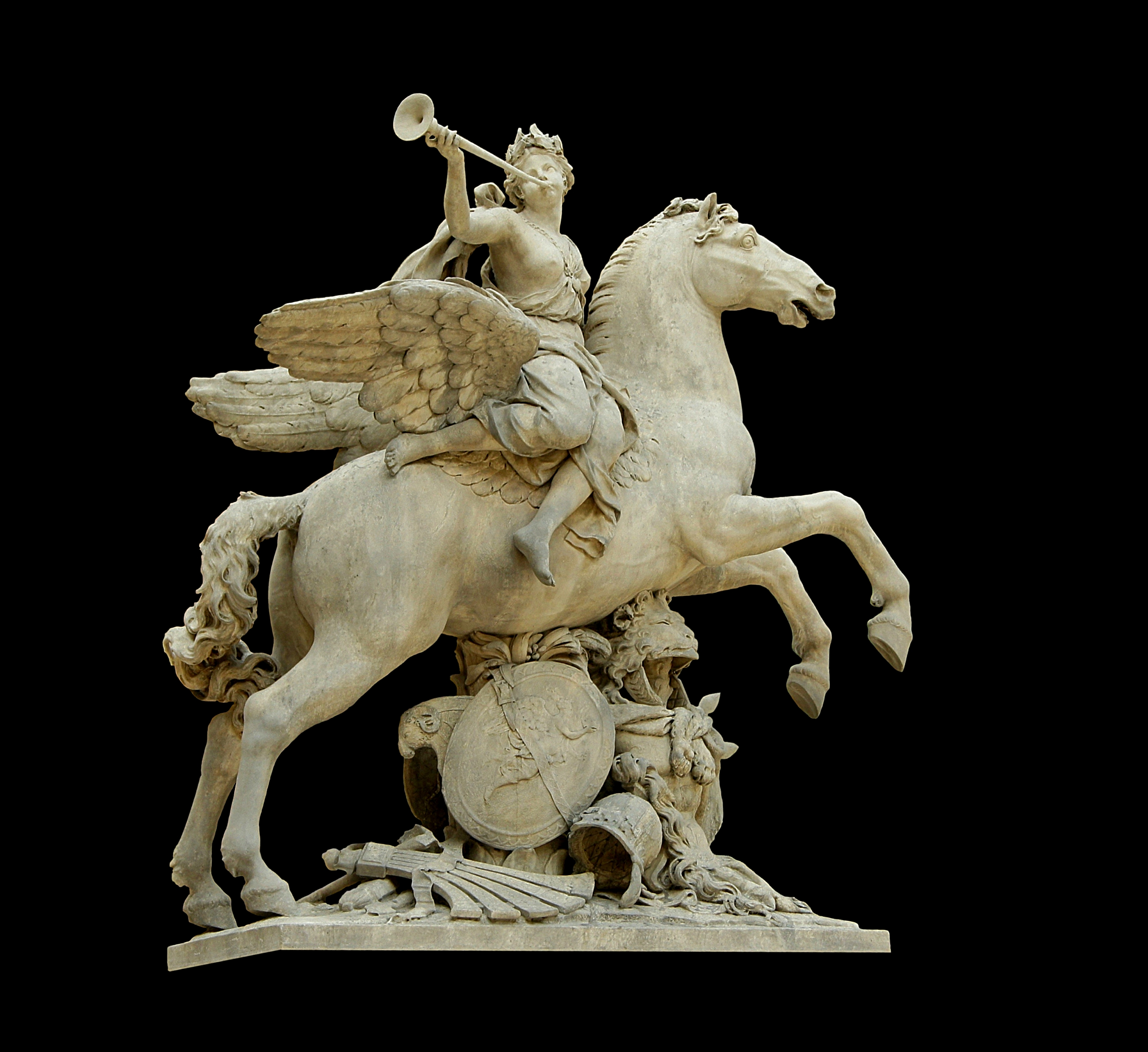
Fama berijdt Pegasus. Louvre Parijs